# Karen Connolly
Karen Mavis Lewis Connolly es una bailarina y coreógrafa australiana, radicada en Chile.

## Biografía
Nace en el año 1949 en Australia. A los 16 años se integra a la Compañía Nacional de Ballet de Australia  comenzando, de este modo, su vida profesional. Durante un año recorre todo el país con la compañía de repertorio clásico del Arts Council of Australia. Al año siguiente incursiona en televisión en el Canal 9 de Sídney. Posteriormente se traslada a Europa, donde desarrolla una intensa actividad como bailarina y asistente coreográfica. Entre 1969 y 1977 integra diferentes compañías internacionales entre las que destacan: la Compañía Siglo XX de Maurice Béjàrt en Bélgica, Ballet Caravan en Francia y Theater an Der Wien en Austria.
Como primera bailarina del Theatre an Der Wien,  interpreta los principales roles del repertorio clásico y contemporáneo. En la misma época inicia su incursión en las comedias musicales. Actúa en “Cabaret”, “Zorba el griego”, “El Violinista en el Tejado”, “La Viuda Alegre”, “Gigi” y “Pippin”, entre muchas otras. Paralelamente, se desempeña como asistente de importantes coreógrafos y directores como Michael Maurer, William Millie, Harold Prince y Larry Fuller.

## Chile
Establecida en Chile desde 1978, se ha adesempeñado como coreógrafa estable en los principales programas de Canal 13, por lo que fue galardonada con el Laurel de Oro 1986. En 1982 funda Dancen Escuela Karen Connolly e inicia su propia compañía en 1986. Junto a la compañía que lleva su nombre ha estrenado 27 obras de repertorio. En 2012 funda el Instituto Profesional de Artes Escénicas Karen Connolly.
Se ha desempeñado como coreógrafa estable en los principales programas del Canal 13 de la Pontificia Universidad Católica de Chile hasta 1991 y como coreógrafa freelance de 1992 - 1997. Su labor en televisión es galardonada con el Laurel de Oro 1986. En 1980 realiza la coreografía de “Ochenta Mil Hojas”, obra musical dirigido por Tomás Vidiella.
En los años 2006 y 2007 participó como jurado en el programa de ballroom Locos por el baile en Canal 13. Y entre 2009 y 2012 participó como jurado en el programa Fiebre de baile de Chilevisión.

## Coreografías
Entre sus trabajos coreográficos se incluyen: El Pretendiente (C: Frank), Para Prakrti (Previn-Shankar), Jazzeando (A. L. Weber), Strauss Ball in Wien (J. Strauss), Bolero (M. Ravel), Steppin´Out (F. Waller y otros), Billy Joel (B. Joel), El Misterio de las Rocas Colgantes (G. Zamfir), Switched on Brandenburg (J. S. Bach), Odas (Vangelis), Gatt y Conn (E. Gatti), El Mago de Oz (autores varios), J.P.G.R. (The Beatles), Antarctica (Vangelis), Alicia en el País de las Maravillas (Horowitz), Pudú (E. Bueno), El Mar de los Delfines Sagrados (E. Bueno), Suite de la Pérgola de las Flores (F. Flores del Campo, M.A.Bravo), Suite Pewenche (E. Cáceres), Kinetic-Art (Dead Can Dance), Rhapsody in Blue y Gershwin Songbook (G.Gershwin), Tempo d’Italia y Viva Italia (Autores Italianos), Indus (Dead Can Dance) y La Bella y la Bestia (autores varios), entre muchas otras.
Para el Ballet Nacional Chileno ha montado dos de sus obras: Un Poco de Todo, en 1984, y Antarctica, en agosto de 1996, ganadora del Premio APES, como mejor coreografía.
En mayo de 2006, Compañía Karen Connolly realiza una temporada en el Teatro de la Universidad Mayor, iniciando las celebraciones del 20.º Aniversario y el 11 de junio de este año, ofrece una Gala de Aniversario en el Teatro Oriente, seguido por funciones en el Teatro Regional del Maule. Como Compañía Independiente de larga trayectoria, tiene la obligación de auto financiarse, lo cual hace por medio de montajes artísticos para las empresas privadas, entre otras labores. Se destaca los eventos realizados para la Empresa Sudamericana de Vapores, Good Year, los 100 años de la Distribuidora Rabié, Empresa Brasilera de buses Busscar, Unifrutti y Deloitte.

## Premios
- Aporte a la Televisión Chilena: Sábados gigantes – 1981.
- Aporte a la Televisión Chilena: Baila domingo – 1981.
- Aporte a la Televisión Chilena: Sábados gigantes – 1982.
- Laurel de Oro – destacado labor coreográfica – 1983.
- Aporte a la Televisión Chilena: Corporación de Televisión de la Universidad Católica – Sábados gigantes – 1983.
- Mujer destacada – Revista Carola – Editorial Antártica – 1986.
- Medalla de Honor – Festival de Danza, Trujillo, Perú – 1987.
- Campeoni del Domani – Estadio Italiano – 1988.
- Medalla de Oro – 1.º Concurso de Danza Elena Poliakova – Mejor preparación – 1990.
- Aporte a la Televisión Chilena – Martes 13 – 1991.
- Destacado labor – FIDAE – 1992.
- Valiosa participación – 2.º Encuentro de Danza Infantil – 1993.
- Destacada participación – Danza en Los Andes – 1996.
- Premio Apes – Mejor Coreografía “Antarctica” – 1996.
- Valiosa Aporte a la Danza nacional – CORTECH – FESTESA – 1996.
- Festival de Danza de la Reina – Aporte al desarrollo de la Danza – 1997.
- Destacada participación Todo Chile Baila – 1997.
- Destacada participación – Todo Chile Baila, Temporada de invierno – 1997.
- “Spatch” por Meritoria trayectoria artística – 1998.
- Aporte al desarrollo de la Danza en Chile – Ilus. Municipalidad de Renca – 1999.
- Destacada trayectoria artística – FESTESA – 2000.
- Destacada participación – 1.º Festival de Danza Contemporánea de la Universidad de Chile – 2000.
- Corporación Teatral de Chile – Por su destacada trayectoria – FESTESA 2000.
- Aporte al desarrollo de la Danza Chilena – X Encuentro Interregional de Danza, Puerto Montt – 2003.
- Premio Municipal de Arte de la Ilustre Municipalidad de Santiago- 2003.
- Gran Aporte a la Danza nacional – Artistas de la Danza de la VIII Región – 2004.
- Por el compromiso en el desarrollo de la Danza en nuestro país – 2.º Encuentro Interregional de Danza de Quillota – 2004.
- Por su extensa y destacada trayectoria profesional – Ilustre Municipalidad de Los Andes – VII Festival de Danza de Los Andes- 2004.
- Apoyo a la Danza Nacional – IV Encuentro Nacional de Danza – Carahue – IX Región – 2004.
- Homenajeada por el Consejo Nacional de Cultura y las Artes en el marco del Día Internacional de la Danza	 - 2004.
- Destacada trayectoria y aporte a la Danza Nacional – Ilustre Municipalidad de Casablanca – V Región – 2004.
- Destacada trayectoria y aporte a la Danza Nacional de la Ilustre Municipalidad de Tome – 2005.
- Aporte a la Danza Nacional – Festival de Danza Nacional Vientos del Sur – Temuco – 2005
- Reconocimiento Especial por los 20 años de trayectoria de la Compañía – IX Festival de Danza de Los Andes – 2006
- Aporte a la Danza Nacional – Copiapó – 2006.
- Hija Ilustre de la Municipalidad de San Javier, VII Región - 2006.
- Reconocimiento por su destacada labor – Consejo Regional de la Cultura y las Artes – Puerto Montt – X Región – 2006.
- Instituto Chileno Norteamericano de Cultura – Distinción Ernst Uthoff – 2006.
- Reconocimiento por labor artística – Escuela de Ballet de Puerto Montt de Cristina Ortega – 2006.
- Reconocimiento por labor artística y aporte a la danza nacional – Escuela de Cristian Acevedo Puente Alto – 2009.
- Reconocimiento por su aporte como Coreógrafa a la Danza Nacional – Municipalidad de Las Condes – 2009.
- Reconocimiento por su aporte a la Danza en Chile – Municipalidad de Las Condes – 2010.
- Gala de Danza USS – Reconocimiento por su destacada trayectoria en la Danza Nacional – Universidad San Sebastián – Concepción – diciembre de 2010.
- Sello de Excelencia – Cultura – Consejo Nacional de la Cultura y las Artes – Gala Día Internacional de la Danza – Teatro Municipal de Santiago – 2011.
- Primer Encuentro de Arte y Danza Escolar de Calama, reconocimiento por su destacada trayectoria, entregado por la Corporación de Cultura, la Municipalidad y la Escuela de Ballet de Calama – 30 de septiembre de 2011.
- Por su destacado aporte del desarrollo de la Danza en Chile, Municipalidad de Chillán, 11 de noviembre de 2011.
- Reconocimiento por su destacado aporte a la Danza Nacional entregado por el alcalde Claudio Arriagada Macaya – 12 de abril de 2012. (2° Aniversario Espacio Matta).
- Reconocimiento de parte de las regiones, por su compromiso y desarrollo de la danza en Chile, Concepción, 30 de junio de 2012. SURDANZA, Encuentro de Danza Infantil 2012. Juanita Toro.
- Reconocimiento a Dancen Escuela Karen Connolly por sus 30 años de trayectoria en la formación de bailarines. Valdivia, 13 de octubre de 2012. Sara Vera Salinas, Directora Academia Danza Fantasía.
- Reconocimiento por su destacada aporte a la Danza Nacional – Municipalidad de Calama y Corporación Cultural de Calama – Día Internacional de la Danza 2014.

"Desde que el hombre ha vivido sobre esta tierra, se ha expresado a través de la danza.
Mucho antes que la danza se convirtiera en un complejo arte escénico,el ser humano gozaba balanceándose, girando, moviéndose en círculo, y marcando ritmos en los pies, tal como lo hacen los niños pequeños de hoy en día."
Karen Connolly